# 奧韋爾冰川
60°43′S 45°38′W / 60.717°S 45.633°W
奧韋爾冰川是南極洲的冰川，位於南奧克尼群島，長度少於0.9公里，從斯諾山南岸流至西格尼島東部，該冰川在1927年由英國探險隊測量。